# اسکاچ‌تاون (نیویورک)
اسکاچ‌تاون (به انگلیسی: Scotchtown) یک منطقهٔ مسکونی در ایالات متحده آمریکا است که در شهرستان اورنج، نیویورک واقع شده‌است. اسکاچ‌تاون ۱۱٫۰ کیلومتر مربع مساحت و ۹٬۲۱۲ نفر جمعیت دارد و ۲۲۰ متر بالاتر از سطح دریا واقع شده‌است.